# 擬林鼠屬
擬林鼠屬（学名：Xenuromys），哺乳綱、囓齒目、鼠科的一屬，而與擬林鼠屬（擬林鼠）同科的動物尚有妒鼠屬（妒鼠）、雲南攀鼠屬（雲南攀鼠）、長尾攀鼠屬（長尾攀鼠）等之數種哺乳動物。

## 下属物种
本属包括以下物种：
- 拟林鼠 Xenuromys barbatus (Milne-Edwards, 1900)